# Jerzy Szornel
Jerzy Szornel herbu Dołęga (zm. w 1677 roku) – sędzia ziemski lubelski w latach 1658–1677, podsędek lubelski w latach 1653–1658.
Syn Jana, pułkownika wojsk koronnych pod rozkazami hetmana Jana Zamoyskiego i Zofii z Wołeczków. 
Studiował w kolegium jezuitów w Lublinie, na Akademii Krakowskiej (immatrykulowany w im. 1617 roku), na Akademii Zamojskiej (immatrykulowany w 1624 roku), w Padwie (immatrykulowany w 1633 roku), gdzie piastował godność konsyliarza nacji polskiej.
Jego żoną była Zofia Gano (zm. 1641).
Brał udział w spotkaniach Rzeczypospolitej Babińskiej.
Poseł województwa lubelskiego na sejmy: 1655, 1658, 1659 i 1665 roku. Był autorem Panspermia  peripateticae messis de ente philosophico [...], Calissi 1624, panegiryku zadedykowanego Tomaszowi Zamoyskiemu, w którym analizował filozofię Arystotelesa.
Był elektorem Michała Korybuta Wiśniowieckiego z województwa lubelskiego w 1669 roku, podpisał jego pacta conventa.
Uważany był za znakomitego znawcę prawa. 
Pochowany został w archikatedrze lubelskiej.